# Kenny Kweens
Kenny Kweens é um músico americano que é conhecido por estar nove anos como baixista da banda de hard rock Beautiful Creatures. Em 2009, Kweens deixou o grupo e se juntou ao L.A. Guns, substituindo o baixista Scott Griffin. No entanto, em 2011, Kweens foi demitido, sendo substituído por Griffin.
Antes de se juntar ao Beautiful Creatures, Kweens foi membro do Shake the Faith, No. 9, Diamond Star Halo e Melody Black, mas em 2008, ele formou seu proprio projeto solo intitulado como Villains of Vaudeville.

## História

### Shake the Faith e No. 9 (1994)
Kweens se juntou ao grupo Shake the Faith, formado em Los Angeles, Califórnia pelo cantor David Aragon em 1994, que tinha como fundador Tommy Thayer (que fundou Black 'N Blue e atualmente toca no Kiss). Eles lançaram um álbum, America the Violent em 1994. O grupo mudou seu nome para No. 9 e lançou o CD intitulado Greatest Hits que foi vendido pela Geffen, no entanto a banda se desfez antes do lançamento.
Ambos grupos tiveram suas músicas nos programas The Real World, Road Rules, Buffy the Vampire Slayer e Mad About You.

### Beautiful Creatures (2000-2009)
Em 1999, DJ Ashba e o vocalista Joe Lesté formaram o Beautiful Creatures adicionando Kweens, o guitarrista Anthony Focx e o baterista Glen Sobel. O grupo lançou Beautiful Creatures em 2001 pela Warner Bros. Records, e depois de algumas mudanças na formação, o segundo álbum chamado Deuce foi lançado em 2005 pela JVC/Spitfire Records. Em 2009, Kweens saiu da banda.

### Villains of Vaudeville (2008-presente)
No começo de 2008, o baixista Kenny Kweens começou seu próprio projeto solo intitulado Villains of Vaudeville com 3 músicas postadas em seu myspace oficial produzida por Tracy Swider, do Hate Times Nine, e mixada por Anthony Focx. Um álbum ou EP era planejado para lançamento no final de 2008 mas não foi lançado. Com seu envolvimento com L.A. Guns, ficou desconhecido se existe algum novo material para ser lançado em um futuro próximo.

### L.A. Guns (2009-2011)
Em julho de 2009, Kweens foi anunciado como sendo substituto de Scott Griffin do L.A. Guns. Em janeiro de 2011, Kweens sai da banda, com Griffin retornando a formação.

## Discografia
Shake the Faith
- America the Violent (1994)

Beautiful Creatures
- Beautiful Creatures (2001)
- Deuce  (2005)

### Músicas
Villains of Vaudeville
1. The Devil is Waiting (3:44)
2. Plastic Jesus (3:13)
3. Demolition Baby (2:59)